# Ginny Ruffner
Ginny Ruffner (21 juin 1952 - 20 janvier 2025) est une artiste verrière américaine basée à Seattle. Elle est connue pour son utilisation de la technique du verre au chalumeau. Elle a également commencé à peindre sur verre, après avoir vu La Mariée mise à nu par ses célibataires, même (Le Grand Verre), une peinture sur verre de Marcel Duchamp.

## Enfance
Ginny Ruffner est née en 1952 à Atlanta. Son père était un agent du FBI et sa mère une enseignante de dactylographie.

## Éducation
Elle a étudié à l'Université Furman de Greenville, et au Winthrop College à Rock Hill, avant d'être transférée à l'Université de Géorgie, où elle a obtenu un BFA en dessin et peinture en 1974 et un MFA summa cum laude en dessin et peinture en 1975,. Après l'obtention de son diplôme, l'un des premiers emplois de  Ginny Ruffner a été de créer des animaux de verre tout en travaillant comme apprentie lampiste. Au début des années 1980, elle a déménagé à Seattle et a enseigné à la Pilchuck Glass School,.

## Carrière

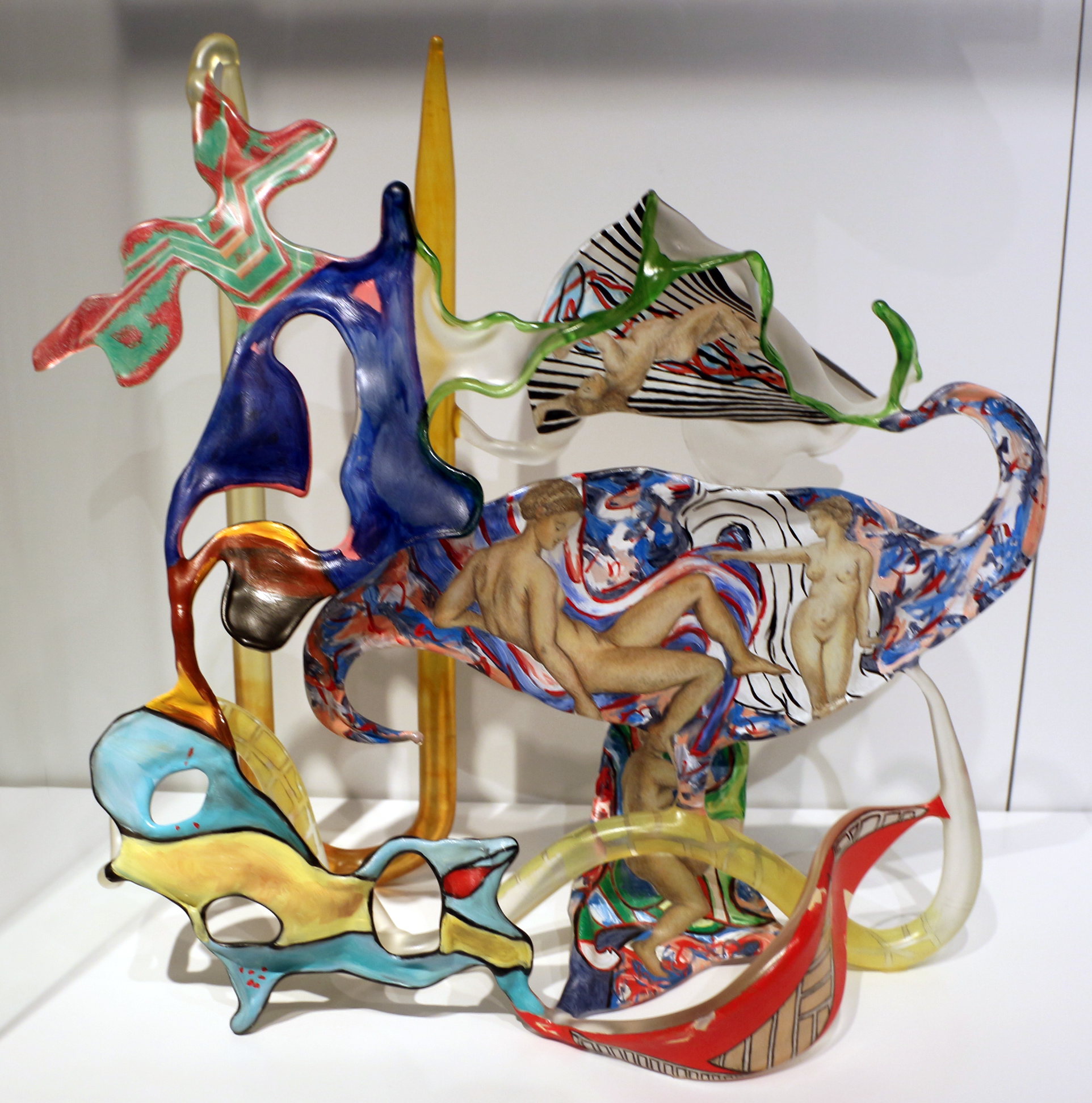
Stella au Louvre, 1990

La première exposition solo de Ruffner a eu lieu à la Georgia Tech Gallery d'Atlanta en 1984, suivie d'expositions individuelles et collectives dans des musées tels que le Corning Museum of Glass, le High Museum of Art, le Musée d'art du comté de Los Angeles, le Musée des beaux-arts de Montréal, le Museum of Arts and Design, le Musée des Beaux-Arts (Boston), le Museum of Glass à Tacoma, le Museum of Northwest Art, le Musée d'Art de Toledo, ainsi qu'une exposition en réalité augmentée au Smithonian American Art Museum, entre autres,.
Son travail fait partie des collections permanentes du Metropolitan Museum of Art, du Cooper-Hewitt Museum, du Corning Museum of Glass, du Detroit Institute of Art et du Smithsonian American Art Museum et au long de sa carrière elle reçoit de nombreuses récompenses,,.
Elle a fait l'objet de l'émission Weekend America de NPR le 18 mars 2006, ainsi que d'un documentaire, Ginny Ruffer: A Not So Still Life en 2010, qui a remporté le Golden Space Needle Award dans la catégorie « Meilleur documentaire » au Seattle International Film Festival cette année-là,.

## Vie privée
A l'aube de ses trente ans, Ginny Ruffner a obtenu un score suffisamment élevé à un test de QI pour être acceptée par Mensa et Intertel, deux sociétés à QI élevé.
En 1991, Ruffner a été impliquée dans une collision entre trois voitures qui lui a presque coûté la vie. Elle est restée dans le coma pendant cinq semaines. Les médecins pensaient qu'elle ne pourrait plus jamais marcher ou parler. Elle a été hospitalisée pendant cinq mois et est restée en fauteuil roulant pendant cinq ans. L'accident a laissée des séquelles se manifestant par des problèmes d'élocution et de mobilité,.
Ginny Ruffner décède à son domicile le 20 janvier 2025 à l'âge de 72 ans.